# Six Jours de Castelgomberto
Les Six Jours de Castelgomberto (en italien : Sei giorni di Castelgomberto) sont une ancienne course cycliste de six jours disputée en 1974 à Castelgomberto, en Italie. 

## Palmarès
| Année | Vainqueur                  | Deuxième                   | Troisième                |
| ----- | -------------------------- | -------------------------- | ------------------------ |
| 1974  | Marino Basso Dieter Kemper | Franco Bitossi Léo Duyndam | Felice Gimondi Sigi Renz |